# Brgljez
Brgljez (latinski: Sitta europaea) vrsta je ptice koja pripada rodu Sitta.

## Podvrste
- S. e. albifrons
- S. e. amurensis
- S. e. asiatica
- S. e. baicalensis
- S. e. bedfordi
- S. e. caesia
- S. e. caucasica
- S. e. cisalpina
- S. e. clara
- S. e. europaea
- S. e. formosana
- S. e. hispaniensis
- S. e. hondoensis
- S. e. levantina
- S. e. persica
- S. e. roseilia
- S. e. rubiginosa
- S. e. sakhalinensis
- S. e. seorsa
- S. e. sinensis
- S. e. takatsukasai

## Vanjske poveznice
|  | Zajednički poslužitelj ima još gradiva o temi Sitta europaea |
|  | Wikivrste imaju podatke o taksonu Sitta europaea             |